# 狄公案
《狄公案》又名《武则天四大奇案》或《狄梁公全传》，是由清代一不知名作者（不题撰人）所著的中文公案小说，共六十四回，背景在唐朝，主角为根据狄仁杰半虚构的“狄公”。荷兰外交家高罗佩将其翻译为英文版本 ，之后根据他在翻译中的体验自己创作了《大唐狄公案》系列小说。

## 小说内容
小说包括三个案子：一个丝绸商人被杀，一个小村庄中的奇怪的尸体，一个退休官员的儿媳被毒死。
书中有不少明朝的事物，可能因为作者并不熟悉唐朝的情况。

## 高罗佩的翻译和想法
荷兰外交家高罗佩在日本东京的一間旧书店买到了这部书，并将其翻译为英文版本。在翻译版前言中，他指出他认为的（除本书以外的一般）中国公案小说具有几项难为西方读者认同的特点：
1. 罪犯及其犯罪动机在一开始就交代，缺少悬疑；
2. 破案过程总要有超自然力量的介入，比如被害者的冤魂向破案的人讲述遇害过程；
3. 大量哲学分析和冗长的官方文件；
4. 太多人物（二百多个）以及对他们和几个主要人物关系的介绍；
5. 对罪犯如何受到极刑有很详细的描写。

他在前言中写到“这里是《狄公案》的忠实翻译。或许如果能依照我们的读者更熟悉的方式重新创作，它可以吸引更多的读者。”事实上，在此后的二十多年间，他创作了一系列以狄公为主人公的侦探推理小说。该系列小说的中文翻译统称《大唐狄公案》。

## 外部連結
- 《狄公案》全文在线阅读（简体） （页面存档备份，存于）